# Граф Ричмонд
Граф Ричмонд, також граф де Рішмон, (англ. Earl of Richmond, фр. Comte de Richmond) — англійський титул, що неодноразово створювався та який у різні часи носили представники Бретонського дому, королівських династій Плантагенетів, Капетингів, Тюдорів, Стюартів, а також Савойського дому.

## Список графів Ричмонд

### Перша креація (1137)
- 1137—1146: Ален Чорний (пом. 1146), граф Корнуельський;
- 1146—1171: Конан IV Бретонський (пом. 1171), герцог Бретонський, син попереднього;
- 1171—1201: Констанція Бретонська (1162—1201), герцогиня Бретонська, дочка попереднього;
- 1201—1203: Артур I Бретонський (1187—1203), герцог Бретонський, син попередньої.

### Друга креація (1219)
- 1219—1235: П'єр Моклерк (1190—1250), герцог Бретонський за своєю дружиною, потім регент герцогства Бретань при своїх синах.

Титул конфісковано 1235 року.

### Третя креація (1241)
- 1241—1268: П'єр II Савойський (1203—1268), граф Савойський. Дядько королеви Елеонори Прованської, дружини Генріха III, короля Англії.

### Четверта креація (1268)
- 1268: Жан I Рудий (1217—1286), герцог Бретонський. У 1268 році передав титул своєму сину;
- 1268—1305: Жан II Бретонський (1239—1305), герцог Бретонський, син попереднього.

### П'ята креація (1306)
- 1306—1334: Жан Бретонський (1266—1334), син попереднього;
- 1334—1341: Жан III Бретонський (1286—1341), герцог Бретонський, племінник попереднього.

### Шоста креація (1341)
- 1341—1342: Жан де Монфор (1294—1345), граф де Монфор-л'Аморі, зведений брат попереднього.

Титул конфісковано.

### Сьома креація (1342)
- 1342—1372 : Джон Гонт (1340—1399), граф Ланкастер, Лінкольн, Дербі й Лестер, герцог Ланкастер (1362) і герцог Аквітанії. Повертає титул короні у 1372 році.

### Восьма креація (1372)
- 1372—1399: Жан IV Бретонський (1339—1399), герцог Бретонський.

### Дев'ята креація (1414)
- 1414—1435: Джон Ланкастер (1389—1435), герцог Бедфорд, граф Менський і герцог Анжуйський.

### Десята креація (1453)
- 1453— 1456: Едмунд Тюдор, 1-й граф Річмонд (1430—1456), зведений брат Генріха VI, короля Англії;
- 1456— 1461: Генрі Тюдор (1456—1509), син попереднього, у 1485 році став англійським королем під ім'ям Генріха VII. Титул конфісковано 1461 року.

### Одинадцята креація (1613)
- 1613—1624: Людовік Стюарт (1574—1624), герцог Леннокс, зведений у герцоги Ричмонд у 1623 році.